# ريجي سلاتر
ريجي سلاتر (بالإنجليزية: Reggie Slater)‏ مواليد 27 أغسطس 1970 في هيوستن، هو لاعب كرة سلة أمريكي سابق. بدأ مسيرته الاحترافية في سنة 1992. يبلغ طوله 6 قدم 7 بوصة (2.0 م). اعتزل اللعب في 2003.

## المسيرة الاحترافية
لعب مع بيناس ويسكا في الدوري الإسباني في موسم 1992–1993، ثم لعب مع سانت جوسيب في موسم 1993–1994، ثم لعب مع دنفر ناغتس في موسم 1994–1995، ثم لعب مع بورتلاند ترايل بلايزرز في سنة 1995، ثم لعب مع دنفر ناغتس في موسم 1995–1996، ثم لعب مع دالاس مافيريكس في سنة 1996، ثم لعب مع أولكرسبور في سنة 1996، ثم لعب مع تورونتو رابتورز من سنة 1996 إلى 1999.

## روابط خارجية
- ريجي سلاتر على موقع إن بي أي (الإنجليزية)
- ريجي سلاتر على موقع سبورتس رفرنس (الإنجليزية)
- ريجي سلاتر على موقع الدوري الإسباني لكرة السلة (الإسبانية)
- ريجي سلاتر على موقع كرة السلة الأوروبية.كوم (الإنجليزية)
- ريجي سلاتر على موقع كلية كرة السلة في سبورتس رفرنس.كوم (الإنجليزية)
- ريجي سلاتر على موقع ريلجم (الإنجليزية)
- ريجي سلاتر على موقع بروبوليرز (الإنجليزية)
- ريجي سلاتر على موقع سبورتس رفرنس (الإنجليزية)